# 島津忠治
島津忠治（1489年2月17日－1515年10月2日）是室町時代後期在薩摩國的大名。島津氏第12代當主。父親是第11代當主島津忠昌。

## 生平
在長享3年（1489年）出生，家中長男。幼名是安房丸。通稱又三郎。
在永正5年（1508年）因為父親忠昌自殺而繼任家督。此時的島津氏陷於領國內的一族和國人等內亂，但是忠治性格溫厚且喜好學問，在鹿兒島建立大興寺等與世無爭的行動，因而令內亂擴大。
在永正12年（1515年）於進攻大隅國吉田城時在陣中死去。享年27歲。墓所最初在吉田的津友寺，但是後來改葬到鹿兒島的福昌寺。法名是蘭窓津友大禪定門。繼任者是弟弟島津忠隆。